# Závišín (Bělčice)
Závišín je vesnice, část města Bělčice v okrese Strakonice v Jihočeském kraji. Leží jižně od Bělčic.

## Historie
První písemná zmínka o vesnici pochází z roku 1318. Jihovýchodně od vsi leží mohylové pohřebiště z doby železné a mohylové pohřebiště z doby 8. až 9. století našeho letopočtu. Ze zdejšího mlýna krátce docházel do bělčické školy malíř Mikoláš Aleš.

## Obyvatelstvo
| Rok            | 1869 | 1880 | 1890 | 1900 | 1910 | 1921 | 1930 | 1950 | 1961 | 1970 | 1980 | 1991 | 2001 | 2011 | 2021 |
| -------------- | ---- | ---- | ---- | ---- | ---- | ---- | ---- | ---- | ---- | ---- | ---- | ---- | ---- | ---- | ---- |
| Počet obyvatel | 303  | 243  | 238  | 212  | 212  | 220  | 211  | 145  | 152  | 130  | 104  | 74   | 85   | 68   | 63   |
| Počet domů     | 38   | 42   | 43   | 44   | 37   | 37   | 42   | 38   | 35   | 35   | 31   | 38   | 35   | 35   | 36   |

## Obecní správa
Při sčítání lidu v letech 1850–1971 Závišín byl samostatnou obcí, se kterým patřil nejprve do okresu Blatná, ale od roku 1960 v okrese Strakonice. Od 26. listopadu 1971 je částí města Bělčice v okrese Strakonice, kdy se konaly obecní volby.

## Pamětihodnosti
- Silniční most
- Rýžoviště zlata